# Chowchilla (Kalifornien)
|  | Dieser Artikel wurde aufgrund von inhaltlichen Mängeln auf der Qualitätssicherungsseite des Projektes USA eingetragen. Hilf mit, die Qualität dieses Artikels auf ein akzeptables Niveau zu bringen, und beteilige dich an der Diskussion! Eine nähere Beschreibung der zu behebenden Mängel fehlt. |

Chowchilla ist eine Stadt im Madera County im US-Bundesstaat Kalifornien mit 19.039 Einwohnern (Stand: 2020). Das Stadtgebiet hat eine Größe von 18,4 km². In der Stadt befindet sich ein Krankenhaus für Strafgefangene.
Der Ort war Tatort der Entführung eines Schulbusses am 15. Juli 1976.

## Söhne und Töchter der Stadt
- Ronald D. Moore (* 1964), Film- und Fernsehproduzent, Drehbuchautor und Schauspieler